# Alfredo Angeli
Alfredo Angeli (Livorno, 7 agosto 1927 – Roma, 25 novembre 2005) è stato un regista televisivo, regista cinematografico e sceneggiatore italiano.

## Biografia
Comincia a lavorare nel cinema nei primi anni cinquanta, come assistente alla regia di Guido Brignone, Carlo Lizzani, Vittorio Cottafavi e Camillo Mastrocinque (Totò lascia o raddoppia?). Scrive anche alcune commedie, come Processo all'amore, e collabora con Giuseppe Marotta, Gianni Puccini e Giancarlo Vigorelli. Esordisce come regista pubblicitario nei primi anni sessanta, dirigendo più di tremila spot fino agli anni novanta , introducendo, fra l'altro, l'uso del piano-sequenza nella regia pubblicitaria .
Il suo primo film da regista, La notte pazza del conigliaccio, viene presentato in concorso al Festival di Berlino 1967. Realizza poi anche serie televisive (Benedetta & company) e alcuni documentari collettivi (L'addio a Enrico Berlinguer).

## Filmografia

### Regista
- C'era una volta un soldatino - cortometraggio (1958)
- La notte pazza del conigliaccio (1967)
- Languidi baci... perfide carezze (1976)
- Benedetta & company - serie TV (1983)
- L'addio a Enrico Berlinguer - documentario (1984)
- Sabatoventiquattromarzo - documentario (1984)
- L'ascensore (1989)
- Roma dodici novembre 1994 - cortometraggio documentario (1995)
- Con rabbia e con amore (1997)
- Giochi pericolosi - serie TV (2000)
- Un altro mondo è possibile - documentario (2001)
- La primavera del 2002 - L'Italia protesta, l'Italia si ferma - documentario (2002)

### Sceneggiatore
- Processo all'amore, regia di Enzo Liberti (1955)
- Adorabili e bugiarde, regia di Nunzio Malasomma (1958)
- La notte pazza del conigliaccio, regia di Alfredo Angeli (1967)
- Languidi baci... perfide carezze, regia di Alfredo Angeli (1976)
- Benedetta & company, regia di Alfredo Angeli - serie TV (1983)
- Con rabbia e con amore, regia di Alfredo Angeli (1997)

## Pubblicazioni
- Rosso Malpelo schizza veleno, Fazi, 2005, ISBN 9788881126484